# Robert Cotton Money
Robert Cotton Money MC, CB, britanski general, * 21. julij 1888, † 16. april 1985.